# 石塚早織
石塚早織（1971年12月19日—），日本女歌手。出身於茨城縣。A型血。以前所屬萬代音樂娛樂（2000年解散）、REY'S IN GROUP。

## 來歷
1992年，石塚於偶像組合「Pochi！」時期發行首張單曲之後，正式在歌壇出道。同年，她的個人第2張單曲在發行之前，團名也改為「The Pochi」，但在1994年解散後，包含石塚的所有成員各自單飛。
1996年，石塚單飛後的首張單曲「相信明天的我」發行，後被OVA動畫《夢幻遊戲》選為片尾主題曲使用。同年，她的第2張個人單曲「a Myth ～神話～」被選為廣播劇CD版《出雲傳奇》的插入歌曲使用。
1998年，第3張單曲「禁斷的思想錄」被電視動畫《魔法陣都市》選為片頭主題曲使用，總計連續3張單曲的標題曲均被採用成為動畫歌曲。
其它還有「Dream of You」被採用作電視動畫《魔裝機神賽巴斯特》的插入歌曲（後在專輯《EARTH ARK 魔裝機神賽巴斯特》中收錄）、「慟哭」在OVA版《出雲傳奇》主題歌曲中被採用（收錄在專輯《出雲傳奇 OVA Original Soundtrack》）。

## 音樂作品

### 單曲
全由Ayers（現已併入萬代音樂娛樂）發行。
| 枚數 | 發行日期       | 單曲名稱（日文名稱） | 樂曲製作                        | c/w          | 商業搭配                         |
| ---- | -------------- | -------------------- | ------------------------------- | ------------ | -------------------------------- |
| 1st  | 1996年11月21日 | 相信明天的我 （）    | 作詞：青木久美子 作曲：清岡千穗 | 君大丈夫     | OVA「夢幻遊戲」ED主題歌曲        |
| 2nd  | 1996年12月5日  | a Myth ～神話～      | 作詞：柚木美祐 作曲：松原美紀   | 永遠         | 廣播劇CD「出雲傳奇」插入歌曲     |
| 3rd  | 1998年5月5日   | 禁斷的思想錄 （禁断のパンセ）    | 作詞：田久保真見 作曲：井上大輔 | Silent Tears | 電視動畫「魔法陣都市」OP主題歌曲 |

## 相關項目
- 出雲傳奇（日语：八雲立つ）
- 魔法陣都市